# デジタルマビカ

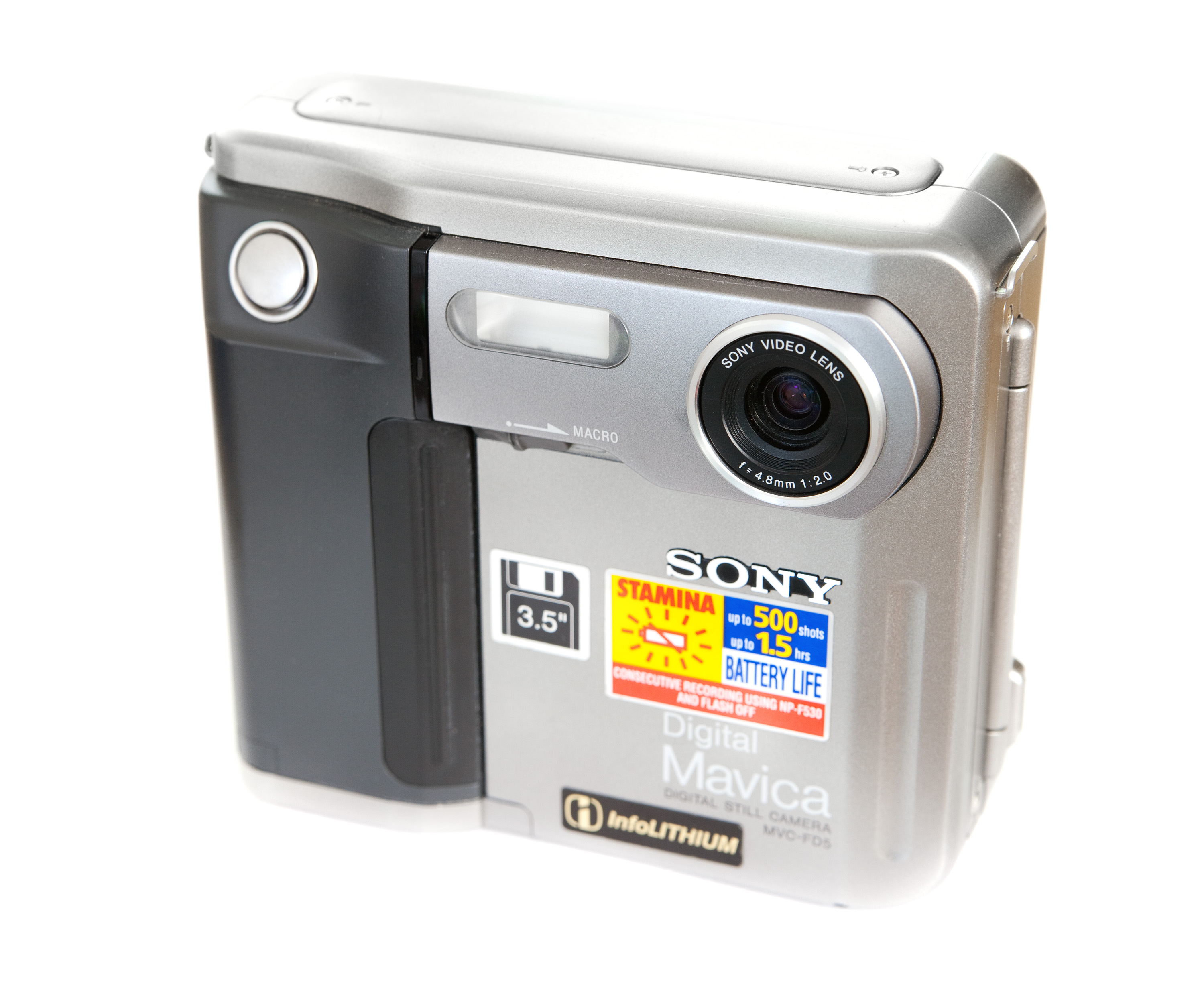
デジタルマビカ シリーズの1号機、MVC-FD5

デジタルマビカ (英: Digital Mavica）は、ソニーが製造販売していたデジタルカメラ (デジタル・スチル・カメラ)である。

## 概説
ソニーの石塚茂樹らは、1996年10月に3.5インチフロッピーディスクを記録媒体とするデジタルカメラを製品化するよう指示された。ビデオカメラにフロッピーディスクドライブを組み合わせれば、容易に作ることができるので、他社に先駆けてソニーが作ってしまうべきだというのが、指示の理由であった。石塚茂樹らは、ハンディカムの部品を流用することで、約6か月強の短期間で製品化を実現させた。これを米国で販売すると、記録媒体がフロッピーディスクであることの手軽さと光学10倍のズーム・レンズが評価され、たちまちデジタルカメラ市場の4割を占めるヒット商品となり、その後のデジタルカメラ市場におけるソニーの地位を築くこととなった。。しかし、わずかな期間で開発したため、撮像素子はビデオカメラ用に作られたインターレース・スキャンのCCDイメージセンサであり、フラッシュは調光を持たず、フロッピードライブは汎用品で読み書きが遅く大きかった。そこで、早速第二世代の開発に取り掛かる。多くの部品が専用に開発された。撮像素子はプログレッシブ・スキャンのCCDイメージセンサとなり、フラッシュは調光補正され、フロッピードライブは専用の物が開発され、読み書きを倍速とし小型化が図られた。商品呼称については、前年に発売していたサイバーショットの一種とする案もあったが、世界初の電子スチル・カメラで、アナログ信号を2インチフロッピーディスクに記録したマビカの名を継承し、デジタルマビカとされた。デジタルマビカは2001年ごろまで市場を支配したが、撮像素子の高画素化により、フロッピーディスクの容量に収まらなくなったことや、より大容量の記憶媒体が安価に入手できるようになったことなどから、2002年のFDマビカ第七世代並びに2003年のCDマビカ第四世代を最後に開発は終えることとなった。

## FDマビカ
当初はデジタルマビカと呼称されたが、2000年8月にCDマビカが発売されると、フロッピーディスクを記録媒体とするデジタルマビカは、呼称をFDマビカに改めた。

### 第一世代
主要部品の多くをハンディカムなどの既製部品から流用している。よって、ビデオ・カメラ用に開発された総画素数41万画素で有効画素数38万画素のインターレースCCDイメージセンサを採用しているが、フレーム記録を採用することで画質を維持した。ファインダーは持たず、61380ドット、TFT駆動の2.5インチ液晶で代用する。フラッシュは内蔵されるが、調光補正はしていない。容量1,350mAhのリチウム電池NF-P530により、最長約50分の連続使用と最大約500回の撮影回数が可能だとしている。米国では使用に不可欠のリチウム電池NP-F530及び充電器BC-V615などが付属するが、日本では別売りとなる。

#### MVC-FD5
日本では1997年7月10日に発売され、価格は税込で66,150円だった。米国では同年7月下旬に発売され、希望小売価格は税込で599ドルだった。総画素数41万画素で有効画素数38万画素のCCDイメージセンサに単焦点のレンズを搭載した。手動でマクロ撮影ができる。最高品質の画像となる640×480ピクセルのJPEG形式を、1枚のフロッピーディスクに20枚弱記録できた。連続使用時間はリチウム電池NP-F530で最長約90分だった。日本の国立科学博物館は2022年9月13日に、重要科学技術史資料 (未来技術遺産）としてMVC-FD5を登録した。選定理由は、「デジタル処理のメイン・ツールであったパソコンへのデータ転送において当時の他方式に比べて、作業の容易さやランニングコスト低減を実現した。1枚のDOSフォーマット（2HD 1.44MB）マイクロフロッピーディスク（MFD）に、640×480ドットのJPEG形式で、標準画質の場合で30～40枚、ファイン画質の場合15～20枚の静止画を記録することができた。MFDを軸とした技術の広がりを示すものとして重要である。」というものだった。

#### MVC-FD7
日本では1997年8月1日に発売され、価格は税込で92,400円だった。米国では同年8月下旬に発売され、希望小売価格は税込で799ドルだった。総画素数41万画素で有効画素数38万画素のCCDイメージセンサにマクロ撮影にも対応した光学10倍ズーム・レンズを搭載した。最高品質の画像となる640×480ピクセルのJPEG形式を1枚のフロッピーディスクに20枚弱記録できた。連続使用時間と撮影可能回数は、リチウム電池NP-F530で最長約90分と最大約500回だった。マクロ撮影にも対応したオート・フォーカス、簡易なマニュアル・フォーカス、プログラムAE及びピクチャ・エフェクト機能が搭載されている。
- MVC-FD5
- MVC-FD7

### 第二世代
主要部品の多くをデジタルマビカのために開発した専用部品に改めた。新たに開発した「2倍速」のディスク・ドライブを搭載し、書き込み及び読み出し時間を大きく短縮した。使用電力低消費化とリチウム電池NP-F530の上位互換で容量を1,500mAhとしたNP-F550が発売されたことから、駆動時間の延長並びに撮影回数が増加した。フラッシュは調光補正式となった。米国では使用に不可欠のリチウム電池NP-F330及び充電器BC-V615などが付属するが、日本では別売りとなる。

#### MVC-FD51
日本では1998年7月1日に発売され、価格はオープン価格としたが税込で6万円台と見込まれた。総画素数41万画素で有効画素数38万画素のインターレースCCDイメージセンサに単焦点のレンズを搭載し、手動でマクロ撮影ができ、最高品質の画像となる640×480ピクセルのJPEG形式を1枚のフロッピーディスクに20枚弱記録できる点は、MVC-FD5と変わらない。連続使用時間と撮影可能回数は、リチウム電池NP-F530で最長約120分と最大約880回、同NP-F550で最長約150分と最大約1,100回である。「2倍速」ディスク・ドライブによりMVC-FD5で約10秒かかった書き込みを約7秒に短縮した。新たにピクチャ・エフェクト機能が搭載された。

#### MVC-FD71
日本では1998年7月1日に発売され、価格はオープン価格としたが税込で7万円台と見込まれた。デジタル・スチル・カメラ用に新開発された総画素数35万画素で有効画素数33万画素のプログレッシブCCDイメージセンサに光学10倍ズーム・レンズを搭載した。JPEG形式に加えBMP形式での保存が可能となったため、最高品質の画像となる640×480ピクセルのBMP形式を1枚のマイクロ・フロッピー・ディスクに1枚記録できた。連続使用時間と撮影可能回数は、リチウム電池NP-F530で最長約130分と最大約1,750回、同NP-F550で最長約150分と最大約2,000回としている。レンズ部、ディスク・ドライブを小型化することで、体積及び重量を2割削減した。「2倍速」ディスク・ドライブに加え、画像処理用RISCの採用により、MVC-FD7で約10秒かかったJPEG形式での書き込みを約4秒に短縮した。液晶画面は、外光を取り入れることで明るさを倍増させる「ソーラータイプ」の、84,260ドット、TFT駆動の2.5インチ液晶を採用した。画像を記録したフロッピーディスクを複製できる「ディスクコピーモード」並びにオートフラッシュ機能が付加された。
- MVC-FD71

### 第三世代
総画素数85万画素で有効画素数80万画素のプログレッシブCCDイメージセンサを搭載し、最大1024×768ピクセルの静止画を記録できる。フォーカスは、オート及びマニュアルが選択でき、マクロ撮影にも対応する。MPEG1形式の音声付き動画を、1枚のマイクロ・フロッピー・ディスクあたり320×240ピクセルで最大約15秒、160×112ピクセルで最大約60秒記録できる。「2倍速」ディスク・ドライブに加え、画像処理用DSPの採用により、最短約4秒で書き込むことができた。液晶画面は、外光を取り入れることで明るさを倍増させる「ソーラータイプ」の、84,260ドット、TFT駆動の2.5インチ液晶を採用した。フラッシュの使用にかかわらず、連続使用時間と撮影可能回数は、リチウム電池NP-F530で最長約90分と最大約1,100回、同NP-F550で最長約120分と最大約1,500回である。

#### MVC-FD81
日本では1998年10月10日に発売され、価格は税込で104,790円だった。米国では同年10月下旬に発売され、希望小売価格は税込で899ドルだった。光学3倍ズーム・レンズを搭載した。最高品質の画像となる1024×768ピクセルのJPEG種類が若くは640×480ピクセルのBMP書類を、JPEG書類なら1枚のマイクロ・フロッピー・ディスクに8枚弱、BMP書類なら1枚のマイクロ・フロッピー・ディスクに1枚記録できた。プログラムAE及びピクチャ・エフェクト機能が搭載されている。

#### MVC-FD91
日本では1998年11月20日に発売され、価格は税込で144,900円だった。米国では同年10月下旬に発売され、希望小売価格は税込で1,099ドルだった。手ぶれ補正付きの光学14倍ズーム・レンズと18万画素のビュー・ファインダーを搭載し、一眼レフ・カメラに似た意匠となった。最高品質の画像となる1024×768ピクセルのJPEG種類若くは640×480ピクセルのBMP書類を、JPEG書類なら1枚のマイクロ・フロッピー・ディスクに8枚弱、BMP書類なら1枚のマイクロ・フロッピー・ディスクに1枚記録できた。プログラムAE、ホワイト・バランス調整機能及びピクチャ・エフェクト機能が搭載されている。
- MVC-FD81
- MVC-FD81 背面

### 第四世代
日本でも容量700mAhのリチウム電池NP-F330とその充電器が付属する。MVC-FD83及びMVC-FD88は、「4倍速」ディスク・ドライブと「プレシジョンデジタルズーム」が採用された。

#### MVC-FD73
日本ではMVC-FD73Kとして1999年5月20日に発売された。価格は税込で78,540円だった。米国ではMVC-FD73として同年6月に発売された。希望小売価格は599ドルだった。MVC-FD71Kから、マニュアル・フォーカス機能、液晶画面を「ソーラータイプ」とする外光採入窓を省いた。最高品質の画像となる640×480ピクセルのBMP書類を1枚のマイクロ・フロッピー・ディスクに1枚記録できる。連続使用時間と撮影可能回数は、リチウム電池NP-F330で最長約70分と最大約950回、同NP-F530で最長約130分と最大約1,750回、同NP-F550で最大約150分と最大約2,000回としている。米国では第五世代が発売された後も約500ドルで販売が継続された。

#### MVC-FD83
日本ではMVC-FD83Kとして1999年6月10日に発売された。価格は税込で99,540円だった。総画素数85万画素で有効画素数80万画素のCCDイメージセンサにデジタル2倍ズーム付きの光学3倍ズーム・レンズを搭載した。独自の画像補間技術により100万画相当の1,216×912ピクセルの撮影ができた。最高品質の画像となる1,216×912ピクセルのJPEG書類を1枚のマイクロ・フロッピー・ディスクに8枚弱記録できる。連続使用時間と撮影可能回数は、リチウム電池NP-F330で最長約50分と最大約550回、同NP-F550で最長約120分と最大約1,200回としている。DPOFに対応している。

#### MVC-FD88
日本ではMVC-FD88Kとして1999年6月10日に発売された。価格は税込で120,750円だった。総画素数130万画素で有効画素数125万画素のCCDイメージセンサにデジタル2倍ズーム付きの光学8倍ズーム・レンズを搭載した。Super HAD CCD技術を採用したことで、ノイズを最小限に抑えた高精細な画像を実現したとしている。最高品質の画像となる1280×960のJPEG書類を1枚マイクロ・フロッピー・ディスクに6枚弱記録できる。連続使用時間と撮影可能回数は、リチウム電池NP-F330で最長約50分と最大約550回、同NP-F550で最長約120分と最大約1,200回としている。DPOFに対応している。
- MVC-FD73K
- MVC-FD83
- MVC-FD88
- MVC-FD88 背面

### 第五世代
2000年2月に米国で開催された撮影機材見本市PMA 2000で発表された。高解像度の静止画撮影が可能なSuper HAD CCDを採用した。別売のメモリースティック用フロッピー・ディスク・アダプターMSAC-FD2Mを使用することで、ディスク・ドライブを利用してメモリースティックへの書き込みが可能となった。独自の画像補間技術により、デジタル・ズームなどでの高画質化を実現した。画質を同等に保ったままファイル・サイズを従来から約40％減少させる軽減する画像処理技術を採用した。AUDIO（MONO）/VIDEO OUT端子を備え、テレビジョン受像機等に接続し撮影した画像を閲覧できた。カメラ本体でリチウム電池を充電できるようになった。

#### MVC-FD85
米国では2000年に発売され、価格は約700ドルだった。日本では同年5月6月1日に発売され、価格は税込で86,100円だった。総画素数130万画素で有効画素数122万画素のCCDイメージセンサにデジタル2倍ズーム付きの光学3倍ズーム・レンズを搭載した。最高品質の画像となる1280×960ピクセルのJPEG種類若くはGIF書類（モノクロームのみ）を、JPEG書類なら1枚のマイクロ・フロッピー・ディスクに6枚弱、GIF書類なら1枚のマイクロ・フロッピー・ディスクに7枚以上記録できた。連続使用時間と撮影可能回数は、リチウム電池NP-F330で最長約70分と最大約750回、同NP-F550で最長約150分と最大約1,600回としている。

#### MVC-FD90
米国では2000年5月に発売され、価格は約800ドルだった。日本では同年6月1日に発売され、価格は税込で104,790円だった。総画素数130万画素で有効画素数122万画素のCCDイメージセンサにマニュアル・フォーカスが可能なデジタル2倍ズーム付きの光学8倍ズーム・レンズを搭載した。独自の画像補間技術により160万画相当の1472×1104ピクセルの撮影画像を得ることができた。最高品質の画像となる1472×1104ピクセルのJPEG種類若くはGIF書類（モノクロームのみ）を、JPEG書類なら1枚のマイクロ・フロッピー・ディスクに5枚弱、GIF書類なら1枚のマイクロ・フロッピー・ディスクに4枚弱記録できた。連続使用時間と撮影可能回数は、リチウム電池NP-F330で最長約70分と最大約750回、同NP-F550で最長約150分と最大約1,600回としている。別売りの外部フラッシュHVL-F1000に接続可能な端子を装備した。
- MVC-FD90
- MVC-FD90 背面

#### MVC-FD95
米国では2000年5月に発売され、価格は約1,000ドルだった。日本では同年6月1日に発売され、価格は税込で144,900円だった。総画素数211万画素で有効画素数192万画素のCCDイメージセンサにマニュアル・フォーカスが可能なデジタル2倍ズーム付きの光学10倍ズーム・レンズと電子ビューファインダーを搭載した。最高品質の画像となる1600×1200ピクセルのJPEG種類若くはGIF書類（モノクロームのみ）を、1枚のマイクロ・フロッピー・ディスクに4枚程度記録できた。連続使用時間と撮影可能回数は、リチウム電池NP-F330で最長約65分と最大約650回、同NP-F550で最長約150分と最大約1,600回としている。別売りの外部フラッシュHVL-F1000に接続可能な端子を装備した。
- MVC-FD95
- MVC-FD95 背面

### 第六世代
2001年2月に米国で開催された撮影機材見本市PMA 2001で発表された。2000年8月のCDマビカ発売を受けて、FDマビカと改め区別されることとなった。MVC-FD75及びMVC-FD87には、A/V OUT（MONO）端子（AUDIO（MONO）/VIDEO OUT端子）は装備されなかった。

#### MVC-FD75
米国では2001年2月に発売され、価格は約500ドルだった。日本では販売されなかった。総画素数35万画素で有効画素数33万画素のCCDイメージセンサに光学10倍ズーム・レンズを搭載した。最高品質の画像となる640×480ピクセルのBMP書類を1枚のマイクロ・フロッピー・ディスクに1枚記録できる。連続使用時間と撮影可能回数は、リチウム電池NP-F330で最長約70分と最大約950回、同NP-F550で最大約150分と最大約2,200回としている。ディスク・ドライブは「2倍速」のままで、メモリースティック用フロッピー・ディスク・アダプターMSAC-FD2Mには対応していない。米国では2001年末までの21か月間において販売台数で首位を維持した。

#### MVC-FD87
米国では2001年2月に発売され、価格は約400ドルだった。日本では同年3月21日に発売され、価格はオープン価格としたが55,000円前後と見込まれた。総画素数130万画素で有効画素数125万画素のCCDイメージセンサにデジタル2倍ズーム付きの光学8倍ズーム・レンズを搭載した。最高品質の画像となる1280×960ピクセルのJPEG種類若くはGIF書類（モノクロームのみ）を、JPEG書類なら1枚のマイクロ・フロッピー・ディスクに6枚弱、GIF書類なら1枚のマイクロ・フロッピー・ディスクに7枚以上記録できた。連続使用時間と撮影可能回数は、リチウム電池NP-F330で最長約70分と最大約750回、同NP-F550で最大約150分と最大約1,600回としている。

#### MVC-FD92
米国では2001年3月に発売され、価格は約600ドルだった。日本では同年3月21日に発売され、価格はオープン価格としたが7万円前後と見込まれた。総画素数130万画素で有効画素数125万画素のCCDイメージセンサにデジタル2倍ズーム付きの光学8倍ズーム・レンズを搭載した。独自の画像補間技術により160万画相当の1472×1104ピクセルの撮影画像を得ることができた。最高品質の画像となる1472×1104ピクセルのJPEG種類若くはGIF書類（モノクロームのみ）を、JPEG書類は1枚のマイクロ・フロッピー・ディスクに5枚弱、GIF書類は1枚のマイクロ・フロッピー・ディスクに5枚程度記録できた。連続使用時間と撮影可能回数は、リチウム電池NP-F330で最長約70分と最大約750回、同NP-F550で最大約150分と最大約1,600回としている。メモリースティック・スロットを搭載し、メモリースティックに撮影画像を書き込むことができた。USB端子を装備してい、コンピュータにUSB経由で接続すると、マイクロ・フロッピー・ディスク若くはメモリースティックの外付けディスク・ドライブとして利用できる。メモリースティックに記録した画像をマイクロ・フロッピー・ディスクに複写する、若くはマイクロ・フロッピー・ディスクに記録した画像をメモリースティックに複写する「新コピーモード」が利用できる。三脚用ネジ穴が用意され三脚の利用を可能とするとともに、別売りでリモコン付き三脚が用意された。プレイステーション2のピクチャーパラダイスに対応した。

#### MVC-FD97
米国では2001年3月に発売され、価格は約900ドルだった。日本では同年4月10日に発売され、価格はオープン価格としたが9万円前後と見込まれた。総画素数211万画素で有効画素数202万画素のCCDイメージセンサにデジタル2倍ズーム付きの光学8倍ズーム・レンズを搭載した。最高品質の画像となる1600×1200ピクセルのJPEG種類若くはGIF書類（モノクロームのみ）を、1枚のマイクロ・フロッピー・ディスクに4枚程度記録できた。連続使用時間と撮影可能回数は、リチウム電池NP-F330で最長約65分と最大約650回、同NP-F550で最大約150分と最大約1,600回としている。メモリースティック・スロットを搭載し、メモリースティックに撮影画像を書き込むことができた。USB端子を装備し、コンピュータにUSB経由で接続すると、マイクロ・フロッピー・ディスク若くはメモリースティックの外付けディスク・ドライブとして利用できる。プレイステーション2のピクチャーパラダイスに対応した。
- MVC-FD75
- MVC-FD92

### 第七世代
2002年1月に米国で開催された家電見本市CES 2002で発表された。その後、FDマビカの後継製品は発売されず、最後のFDマビカとなった。特にMVC-FD200は、日本に於いてはCDマビカ終売後も販売が継続され、最後まで販売されたデジタルマビカとなった。メモリースティック・スロットを標準で備えるが、内蔵マイクロフォンを廃したため、音声は記録できなくなった。VIDEO OUT端子を備え、テレビジョン受像機等に接続し撮影した画像を閲覧できた。

#### MVC-FD100
米国では2002年2月に発売され、価格は約400ドルだった。日本では受注生産品とされ同年2月13日に受注開始、価格はオープン価格としたが店頭予想価格は45,000円前後と見込まれた。総画素数131万画素で有効画素数約122.8万画素のインターレースCCDイメージセンサにデジタル2倍ズーム付きの光学3倍ズーム・レンズを搭載した。最高品質の画像となる1280×960ピクセルのJPEG種類若くはGIF書類（モノクロームのみ）を、1枚のマイクロ・フロッピー・ディスクに6枚程度記録できた。また、メモリースティックには1280×960ピクセルのTIFF種類も記録できた。連続使用時間と撮影可能回数は、マイクロ・フロッピー・ディスクを使用した場合、付属のリチウム電池NP-F330で最長約70分と最大約750回、別売りのリチウム電池NP-F550で最大約150分と最大約1,600回、メモリースティックを使用した場合、付属のリチウム電池NP-F330で最長約80分と最大約1600回、別売りのリチウム電池NP-F550で最大約170分と最大約3,400回としている。カメラとしての機能は、概ねMVC-FD87を踏襲している。USB端子を装備してい、コンピュータにUSB経由で接続すると、マイクロ・フロッピー・ディスク若くはメモリースティックの外付けディスク・ドライブとして利用できる。

#### MVC-FD200
米国では2002年2月に発売され、価格は約500ドルだった。日本では受注生産とされ同年2月13日に受注開始、価格はオープン価格としたが店頭予想価格は55,000円前後と見込まれた。総画素数211万画素で有効画素数約197.6万画素のインターレースCCDイメージセンサにデジタル2倍ズーム付きの光学3倍ズーム・レンズを搭載した。最高品質の画像となる1600×1200ピクセルのJPEG種類若くはGIF書類（モノクロームのみ）を、1枚のマイクロ・フロッピー・ディスクに4枚程度記録できた。また、メモリースティックには1600×1200ピクセルのTIFF種類も記録できた。連続使用時間と撮影可能回数は、マイクロ・フロッピー・ディスクを使用した場合、付属のリチウム電池NP-F330で最長約70分と最大約750回、別売りのリチウム電池NP-F550で最大約150分と最大約1,600回、メモリースティックを使用した場合、付属のリチウム電池NP-F330で最長約80分と最大約1600回、別売りのリチウム電池NP-F550で最大約170分と最大約3,400回としている。カメラとしての機能は、概ねMVC-FD92を踏襲している。USB端子を装備してい、コンピュータにUSB経由で接続すると、マイクロ・フロッピー・ディスク若くはメモリースティックの外付けディスク・ドライブとして利用できる。
- MVC-FD100
- MVC-FD200

## CDマビカ

### 第一世代
2000年6月13日に、世界で初めてコンパクト・ディスク・レコーダブル（CD-R）を記録媒体とするデジタル・スチル・カメラCD-Rマビカを、米国で同年8月に発売すると発表した。容量156MBの8センチCD-Rを利用する。

#### MVC-CD1000
米国では2000年8月に発売され、希望小売価格は1,299.95USDだった。日本では受注生産とされ同年8月1日に受注開始、価格は税込183,750円だった。カメラとしての性能及び機能は、概ねMVC-FD95と同じである。総画素数211万画素で有効画素数202万画素のCCDイメージセンサにマニュアル・フォーカスが可能なデジタル2倍ズーム付きの光学10倍ズーム・レンズと電子ビューファインダーを搭載した。1枚のディスクに、最高品質の画像となる1600×1200ピクセルの画像を、JPEG種類で160枚程度を記録できた。連続使用時間と撮影可能回数は、付属のリチウム電池NP-F550で最長約100分と最大約1100回としている。USB端子を装備してい、コンピュータにUSB経由で接続すると、外付けのCD-ROMドライブとして利用できる。別売りの外部フラッシュHVL-F1000に接続可能な端子を装備した。
- MVC-CD1000

### 第二世代
2001年2月に米国で、CD-Rに加えコンパクト・ディスク・リライタブル（CD-RW）も記録媒体とする世界初のデジタル・スチル・カメラとして発表され、ドイツで同年3月に開催されたIT見本市CeBIT 2001で展示された。製品呼称は、 CD-RマビカからCDマビカに改められた。容量156MBの8センチCD-R若くは8センチCD-RWを利用する。マニュアル・フォーカス機能は省かれている。

#### MVC-CD200
米国では2001年6月に発売され、希望小売価格は899ドル95セントだった。日本では同年6月8日に発売され、価格はオープン価格としたが店頭予想価格は8万円前後と見込まれた。総画素数211万画素で有効画素数202万画素のCCDイメージセンサに光学3倍レンズを搭載し、デジタル2倍ズームに対応した。1枚のディスクに、最高品質となる1600×1200ピクセルの画像を、JPEG種類で132枚程度、TIFF書類で19枚程度記録できる。連続使用時間と撮影可能回数は、付属のリチウム電池NP-FM50で最長約75分と最大約800回としている。USB端子を装備してい、コンピュータにUSB経由で接続すると、外付けのCD-ROMドライブとして利用できる。

#### MVC-CD300
米国では2001年6月に発売され、希望小売価格は約1,199.95USDだった。日本では同年6月8日に発売され、価格はオープン価格としたが店頭予想価格は10万円前後と見込まれた。総画素数334万画素で有効画素数324万画素のCCDイメージセンサにカール・ツァイスのバリオゾナー光学3倍レンズを搭載し、デジタル2倍ズームに対応した。1枚のディスクに、最高品質となる2048×1536ピクセルの画像を、JPEG種類で81枚程度、TIFF書類で11枚程度記録できる。連続使用時間と撮影可能回数は、付属のリチウム電池NP-FM50で最長約75分と最大約800回としている。USB端子を装備してい、コンピュータにUSB経由で接続すると、外付けのCD-ROMドライブとして利用できる。
- MVC-CD200
レンズキャップを装着した状態
- MVC-CD200
ポップアップ式内蔵フラッシュ展開状態
- MVC-CD200 背面
- MVC-CD200 上面

### 第三世代
2002年2月に米国で開催された撮影機材見本市PMA 2002で発表された。

#### MVC-CD250
米国では2002年5月に発売され、価格は約600ドルだった。日本では同年6月8日に発売され、価格はオープン価格としたが店頭予想価格は7万円前後と見込まれた。総画素数211万画素で有効画素数198万画素のCCDイメージセンサに光学3倍レンズを搭載し、デジタル2倍ズームに対応した。1枚のディスクに、最高品質となる1600×1200ピクセルの画像を、JPEG種類で131枚程度記録できる。連続使用時間と撮影可能回数は、付属のリチウム電池NP-FM50で最長約120分と最大約2,400回としている。USB端子を装備してい、コンピュータにUSB経由で接続すると、外付けのCD-ROMドライブとして利用できる。

#### MVC-CD400
米国では2002年5月に発売され、価格は約900ドルだった。日本では同年6月8日に発売され、価格はオープン価格としたが店頭予想価格は10万円前後と見込まれた。総画素数413万画素で有効画素数395万画素のCCDイメージセンサにカール・ツァイスのバリオゾナー光学3倍レンズを搭載し、デジタル2倍ズームに対応した。1枚のディスクに、最高品質となる2272×1704ピクセルの画像を、JPEG種類で66枚程度、TIFF種類で9枚程度記録できる。連続使用時間と撮影可能回数は、付属のリチウム電池NP-FM50で最長約110分と最大約1,800回としている。USB端子を装備してい、コンピュータにUSB経由で接続すると、外付けのCD-ROMドライブとして利用できる。
- MVC-CD400
- MVC-CD400 後面

### 第四世代
2003年2月に米国で開催された撮影機材見本市PMA 2003で発表された。

#### MVC-CD350
米国では2003年4月に発売され、価格は約500ドルだった。日本では販売されなかった。総画素数338.8万画素で有効画素数320.7万画素のCCDイメージセンサに光学3倍レンズを搭載し、デジタル最大3.2倍ズームに対応した。1枚のディスクに、最高品質となる2048×1536ピクセルの画像を、JPEG種類で81枚程度記録できる。連続使用時間と撮影可能回数は、付属のリチウム電池NP-FM50で最長約145分と最大約290回としている。USB端子を装備してい、コンピュータにUSB経由で接続すると、外付けのCD-ROMドライブとして利用できる。

#### MVC-CD500
米国では2003年4月に発売され、価格は約700ドルだった。日本では同年4月25日に発売され、価格はオープン価格とした。総画素数525.5万画素で有効画素数509.0万画素のCCDイメージセンサにカール・ツァイスのバリオゾナー光学3倍レンズを搭載し、デジタル最大4倍ズームに対応した。1枚のディスクに、最高品質となる2592×1944ピクセルの画像を、JPEG種類で51枚程度、TIFF種類で7枚程度記録できる。連続使用時間と撮影可能回数は、付属のリチウム電池NP-FM50で最長約110分と最大約2,200回としている。USB端子を装備してい、コンピュータにUSB経由で接続すると、外付けのCD-ROMドライブとして利用できる。

## リコール等
- ソニーは2005年10月3日に、デジタルマビカの一部において、カメラ撮影時に「ファインダーや液晶表示部に画像が出ない、撮影できない、画面が乱れる」という症状が発生してい、調査の結果、製品に搭載している撮像素子に、一時期製造工程上の理由で品質にばらつきがあるものが生産されたこと及び使用環境などの要因が重なり、一部の製品でこれらの症状が発生する場合があることが判明したとして、日本において該当撮像素子が原因で上記の症状が発生した製品については、規定の保証期間を延長し、無償で上記の症状について修理をすると発表した[108][109]。対象製品は、FDマビカのMVC-FD100及びMVC-FD200並びにCDマビカのMVC-CD250、MVC-CD400及びMVC-CD500である[108]。保証期間を延長は、2009年11月30日まで続けられた[110]。

## 類似品

### ParmCam
松下電器産業は、米国で1999年11月に開催されたコンピュータ見本市Comdex/Fall '99で記録容量120Mバイトのスーパーディスクを記録媒体に使うデジタル・スチル・カメラParmCam PV-SD4090を同年12月に米国で発売すると発表した。内蔵するスーパーディスクドライブは、フロッピーディスクと後方互換があり、フロッピーディスクも記録媒体として利用ができる。同社は、「米国ではデジタル・スチル・カメラ市場全体の4割を，フロッピー・ディスクを使うカメラが占めている。ここを見逃す手はない」とし、価格は同じ130万画素のCCDイメージセンサを持つデジタルマビカMVC-FD88の価格（999ドル）を意識した899ドルに設定した。日本でも、2000年2月にSUPER D-Cam LK-RQ132Sの呼称で発売した。価格は税込で120,750円だった。

## 脚註

### 註釈
1. ↑  デジタルマビカが利用するフロッピーディスクは、当時最も普及していたIBM PC互換機で利用されていたフォーマットを用いたものである[2]。
2. 1 2 3  数値は、摂氏25度の気温において、満充電された電池で、画像サイズを640×480ピクセル、撮影モードを通常撮影とし、約5秒毎に撮影した際の目安[52][53][54]。
3. 1 2  工場出荷時に、USB端子を装備し且つMac OS 8.5.1又はMac OS 8.6又はMac OS 9.0若くはMS-Windows 98又はMS-Windows 98 Second Edition又はMS-Windows Millennium Edition又はMS-Windows 2000 Professionalがインストールされているコンピュータ[56][57]。
4. 1 2  工場出荷時に、USB端子を装備し且つMac OS 8.5.1又はMac OS 8.6又はMac OS 9.0又はMac OS 9.1又はMac OS 9.2又は Mac OS X Cheetah 10.0又はMac OS X Puma 10.1若くはMS-Windows 98又はMS-Windows 98 Second Edition又はMS-Windows 2000 Professional又はMS-Windows Millennium Edition又はMS-Windows XP Home Edition又はMS-Windows XP Professionalがインストールされているコンピュータ[67]。
5. ↑  工場出荷時に、USB端子を装備し且つMS-Windows 98若くはMS-Windows 98 Second Editionがインストールされているコンピュータ[74]。
6. 1 2  工場出荷時に、USB端子を装備し且つMS-Windows 98又はMS-Windows 98 Second Edition又はMS-Windows Millennium Edition又はMS-Windows 2000 Professionalがインストールされているコンピュータ[84]。
7. 1 2  工場出荷時に、USB端子を装備し且つMac OS X Cheetah 10.0又はMac OS X Puma 10.1若くはMS-Windows 98又はMS-Windows 98 Second Edition又はMS-Windows 2000 Professional又はMS-Windows Millennium Edition又はMS-Windows XP Home Edition又はMS-Windows XP Professionalがインストールされているコンピュータ[94]。
8. 1 2  工場出荷時に、USB端子を装備し且つMac OS X Cheetah 10.0又はMac OS X Puma 10.1又はMac OS X Jaguar 10.2若くはMS-Windows 98又はMS-Windows 98 Second Edition又はMS-Windows 2000 Professional又はMS-Windows Millennium Edition又はMS-Windows XP Home Edition又はMS-Windows XP Professionalがインストールされているコンピュータ[100][101]。
9. ↑  数値は、同梱のリチウム電池NP-FM50で、画質設定をスタンダード且つ640×480ピクセルに設定、液晶モニター及びフラッシュを使用せず、ノーマルモードで撮影した際の目安[102]。